# Carpodacus ferreorostris
Bico-grande-das-ilhas-bonin (Carpodacus ferreorostris) é uma espécie extinta de ave passeriforme que era endêmica do Japão. Mas alguns especialistas classificam este pássaro no gênero Carpodacus.